# Arica e Parinacota
| XV Região de Arica e Parinacota |                                               |
| |                                               |
| Brasão | Bandeira                                      |
| Localização no Chile |                                               |
| Localização da Arica e Parinacota |                                               |
| Dados |                                               |
| Capital • População • Coordenadas | Arica 175.441 (2002) 70°18′52″O               |
| Intendente • Províncias | Rodolfo Barbosa Barrios Arica Parinacota      |
| Superfície • Total • % nacional • % agua Fronteiras Costas | 12º posição 16.873,3 km² n/d                  |
| População • Total • Densidade | 13º posição 189.692 (est.2006) 11,24 hab./km² |
| PIB (PPC) • Total • PIB per capita | US$ 6.414 milhões (3.77%) 1 n/d               |
| Congressistas • Senado • Câmara dos Dep. | 2 ² senadores 2 deputados                     |
| Códigos telefônicos | +56-58                                        |
| Código ISO | n/d                                           |
| Governo Regional de Arica e Parinacota |                                               |
| 1) Os dados sobre o PIB foram calculados incluindo as atuais I e XV regiões. 2) A I Circunscrição Senatorial comprende a XV Região de Arica e Parinacota e a I Região de Tarapacá . |                                               |

A XV Região de Arica e Parinacota é uma das 16 regiões em que se encontra dividido o Chile. Limita ao norte com a República do Peru, ao sul com a I Região de Tarapacá, a leste com a Estado Plurinacional da Bolívia a oeste com o Oceano Pacífico.
A região é formada pelas províncias de Arica e Parinacota, sendo a cidade de Arica a capital regional.
A Região de Arica-Parinacota surgiu da cisão da antiga Região de Tarapacá com a entrada em vigor da Lei N.º 20.175, em 8 de outubro de 2007.

## Divisão político-administrativa da Região de Arica-Parinacota
A XV Região de Arica-Parinacota para fins de governo e administração interior, se divide em 2 provincias:
| Província  | Área em km² | População | Capital |
| ---------- | ----------- | --------- | ------- |
| Arica      | 8 726,4     | 186 488   | Arica   |
| Parinacota | 8 146,9     | 3 156     | Putre   |

Para fins de administração local, as províncias estão subdivididas em 4 comunas:
| Arica Putre General Lagos Camarones |         |                 |
| Província                           | Capital | Comuna          |
| Arica                               | Arica   | 1 Arica         |
|                                     |         | 2 Camarones     |
| Parinacota                          | Putre   | 3 General Lagos |
|                                     |         | 4 Putre         |